# Can Vivot
Can Vivot és un palau senyorial de tipus residencial ubicat al carrer de Savellà, a Palma. També se'l coneix pels noms de Can Sureda, Can Peralada i Cal Marquès de Son Vivot. El 2021 es començaren a fer visites guiades a la part més monumental de la casa.

## Història
El casal està conformat per la reunió de diverses cases contigües, principalment la Raconada d'en Berard i l'Alberg d'en Clapers, que tenen els orígens al segle xiv; d'aquest període es conserva qualque element de la façana i nombrosos vestigis a la planta baixa, entre els quals un celler de volta de canó d'origen islàmic. Durant la Germania, els propietaris, Romeu Desclapers i Fuster i Margalida Bartomeu i Valentí, foren del bàndol dels mascarats i s'hagueren de refugiar a Bellver, moment en el qual el casal fou saquejat pels agermanats. A la mort de Margalida Bartomeu heretà la casa el seu net Gregori de Villalonga i Desclapers; d'aquesta manera la casa passà als Villalonga i passà a ser coneguda com a Can Villalonga Gran. Gregori hi va fer una reforma important, de la qual es conserven unes grans sales austeres. La seva nora, Maria Despuig i de Rocabertí, amplià el casal amb una part de la veïna casa dels Armengol, i aprofità per fer grans reformes a la casa. La seva única filla Magdalena de Villalonga i Despuig es casà amb Joan Miquel Sureda i de Santacília, de la casa de Sureda, dels quals fou hereu el seu fill Joan Sureda i Villalonga, qui més tard rebria el títol de marquès de Vivot, el qual acabaria per donar nom a la casa que, mentrestant, passà a anomenar-se Can Sureda.
Joan Sureda i Villalonga, primer marquès de Vivot, va dur a terme una reforma profunda de l'antic habitatge i encara afegí qualque casa veïna, entre les quals la Gabella de la Sal d'en Catlar. La reforma començà el 1700 en el nou estil barroc, però hagué d'interrompre les obres per causa de la Guerra de Successió: pel seu suport a Felip de Borbó va ser detengut i condemnat a mort a Barcelona per conspiració. Finalment aconseguí salvar la vida i tornar a Mallorca el 1714, guanyada la guerra, on acabà les obres de la casa. És per aquest motiu que en l'obra nova hi ha moltes de referències a Felip V.
El 2005 el casal era propietat de Pere de Montaner i Sureda, comte de Savellà.

## Arquitectura
L'edifici és de planta rectangular amb façana a dos carrers. L'accés principal es troba al carrer Savellà. La façana és molt sòbria en comparació al seu interior. Hi trobam dos patis interiors típics del barroc mallorquí, amb arcades i columnes bombades de marbre vermell amb capitell d'ordre corinti. Al fons del pati trobam l'escala imperial de tres trams que en arribar al primer replà es desdobla en tres i arriba a una llotja amb tres arcs de mig punt.
L'interior és també barroc, i en podríem destacar els estucs i les pintures al fresc. Algunes de les decoracions s'atribueixen a l'artista italià Giuseppe Dardarone.